# Rednecker
Rednecker ist ein Lied des US-amerikanischen Country-Sängers Hardy. Es erschien am 4. März 2019 als erste Single seiner ersten EP This Ole Boy. 

## Inhalt
Rednecker ist ein Countrysong, der von Hardy (bürgerlich Michael Wilson Hardy) geschrieben wurde. Der Text ist in englischer Sprache verfasst. Rednecker ist 3:21 Minuten lang, wurde in der Tonart G-Dur geschrieben und weist ein Tempo von 144 BPM auf. Produziert wurde das Lied von Joey Moi und Dave Cohen. Der Songtitel bezieht sich auf Redneck, einer abfälligen Bezeichnungen für Menschen aus den US-amerikanischen Südstaaten. Der Text spricht zahlreiche Klischees an. Laut Sänger Michael Wilson Hardy haben einige Leute die Vermutung geäußert, dass das Lied eine Satire sei, während andere denken, dass Rednecker eine aufrechte Prahlerei wäre. Hardy selbst bezeichnete das Lied als polarisierend.

„Es funktioniert auf vielen verschiedenen Ebenen. Für mich als Künstler ist es okay, wenn du es magst oder nicht. Manche Leute sagten mir, dass es das lustigste Lied wäre, das sie je gehört haben. Andere haben mich gefragt, ob es sich um eine Art zweideutige Kritik an Menschen handelt.“

Im Januar 2018 reiste der bislang eher als Songwriter tätige Michael Wilson Hardy mit einigen anderen Kollegen für eine Woche nach Winter Park in Colorado. In der letzten Nacht saß Hardy zusammen mit Jordan Schmidt und Andy Albert zusammen. Einer der drei sagte plötzlich, dass er „rednecker als du“ wäre. Die drei wiederholten diesen Satz und lachten dabei, bevor ihnen die Idee kam, daraus ein Lied zu schreiben. Innerhalb von rund 30 Minuten stand der Text, der ohne instrumentale Begleitung geschrieben wurde. Zunächst dachten die drei Songwriter, dass der Text ziemlich dumm wäre. Als sie schließlich die Musik dazu komponierten wurde ihnen bewusst, dass sie es mit etwas speziellem zu tun haben. Da Michael Wilson Hardy zum damaligen Zeitpunkt noch keinen Plattenvertrag hatte, wurde der Titel verschiedenen Künstlern angeboten. Blake Shelton zeigte Interesse.

## Musikvideo
Für das Lied wurde auf einer Farm in Cottontown, Tennessee ein Musikvideo gedreht, bei dem Justin Clough Regie führte. Neben Sänger Hardy sind mit Brett Tyler, Joe Clemmons und Benjy Davis drei seiner Songwriterkollegen zu sehen. Die Männer vertreiben ihre Zeit damit, mit einem Pick-up-Truck durch Schlammpfützen zu fahren, auf von dem Pick-up gezogenen Matratzen zu surfen, mit einer Flinte auf Welse oder Bierdosen schießen oder Paintball spielen.

## Rezeption

### Rezensionen
Laut Christopher Wegner vom Onlinemagazin Cntry „überzeugt“ Rednecker „durch Hardys kernige Stimme, sondern auch durch den witzigen, sarkastischen Twang“. Das Lied wäre „ein Soundtrack wie gemacht für eine Autofahrt durch den amerikanischen Süden oder dem ein oder anderem Bier am Freitagabend“. Zackary Kephart vom Onlinemagazin The Musical Divide hingegen schrieb, dass Rednecker zwar „nicht das schlechteste Lied“ der Country-Musik wäre, aber „sicher das dümmste“. Es wäre „eines dieser Lieder, die deine Freunde hören und dich dann fragen, ob du diese Musik wirklich magst“.

### Chartplatzierungen
| ChartsChartplatzierungen               | Höchstplatzierung | Wochen |
| -------------------------------------- | ----------------- | ------ |
| Vereinigte Staaten (Billboard Country) | 23 (29 Wo.)       | 29     |

### Auszeichnungen für Musikverkäufe
| Land/Region               | Auszeichnungen für Musikverkäufe (Land/Region, Auszeichnung, Verkäufe) | Verkäufe  |
| ------------------------- | ---------------------------------------------------------------------- | --------- |
| Kanada (MC)               | Platin                                                                 | 80.000    |
| Vereinigte Staaten (RIAA) | 2× Platin                                                              | 2.000.000 |
| Insgesamt                 | 3× Platin ·                                                            | 2.080.000 |